# Зубец, Алексей Николаевич
Алексей Николаевич Зубец (род. 27 января 1964, Москва) — российский учёный, сотрудник страховых компаний «Энергогарант», «Ингосстрах», «Росгосстрах», общественной организации «Всероссийский союз страховщиков» (1994—2016), с 2012 года директор Института социально-экономических исследований Финансового университета при Правительстве РФ, доктор экономических наук.

## Биография
Алексей Зубец родился 27 января 1964 года в Москве.
Окончил Московский энергетический институт по специальности «Тепловые электрические станции». Кандидат технических наук.
Доктор экономических наук. Защитил докторскую диссертацию в НИФИ при Министерстве финансов РФ под руководством профессора Е. В. Коломина.
В 1987—1993 годах — научный сотрудник в Энергетическом институте им. Кржижановского.
В 1994—1997 годах — начальник отдела, а затем — советник генерального директора в страховой компании «Энергогарант».
В 1998—2003 годах — ведущий специалист центра стратегического анализа, зам. директора информационно-аналитического центра, начальник отдела общественных связей и маркетинга в страховой компании «Ингосстрах».
С 2002 по 2012 годы советник президента Всероссийского союза страховщиков.
C 2003 года по 2016 год — руководитель департамента стратегического маркетинга и центра стратегических исследований ОАО «Росгосстрах».
С 2012 года работает в Финансовом университете при Правительстве РФ, профессор на кафедре «Прикладная социология». 
С 2013 по 2016 год — заведующий кафедрой «Прикладная социология», руководитель департамента социологии. С 2016 по 2019 год — проректор по стратегическому развитию и практико-ориентированному образованию, профессор в департаменте социологии, истории и философии. С 2019 года — директор Института социально-экономических исследований Финансового университета при Правительстве РФ, профессор в департаменте политологии.

## Основные темы исследований
- экономические настроения населения;
- потребительское восприятие брендов финансовых компаний;
- прогнозирование экономического развития на основании данных о настроениях населения[5];
- история экономического роста;
- инновационное развитие;
- социальные факторы увеличения продолжительности жизни;
- «стоимость» человеческой жизни[6][7];
- измерение качества жизни людей[8];
- оценки бедности в России.

### Исследования в области «стоимости» человеческой жизни
В 2015 году возглавил научную группу, которая по заказу Правительства РФ разработала методику оценки «стоимости» человеческой жизни с учётом компенсации морального и материального ущерба, нанесенного семьям погибших. Методика основана на балансировании трех факторов — средней ожидаемой продолжительности жизни, душевого потребления, а также удовлетворенности людей своей жизнью. По итогам исследований на 2015 год средняя «стоимость» человеческой жизни по странам с высоким и средним уровнем развития оценивалась в сумму 2,6 млн долл. США, в России — 39,3 млн рублей.

### Макроэкономическое прогнозирование на основании настроений населения
С 2015 года возглавляет проект «Индекс Финансового университета при Правительстве РФ», посвященный макроэкономическому прогнозированию. В рамках проекта макроэкономические прогнозы делаются на основании данных о потребительских настроениях населения.

### Книги
- «Страховые исследования». М.: Изд. дом «Страховое ревю», 1997. 133 с.
- «Системные исследования страхового регулирования». М.: Изд. дом «Страховое ревю», 1997. 140 с.
- «Страховой маркетинг» М.: Изд. дом «Анкил», 1998. 251 с.
- «Страховой маркетинг в России. Практическое пособие». М.: Центр экономики и маркетинга, 1999. 344 с.
- «Маркетинговые исследования страхового рынка». М.: Центр экономики и маркетинга, 2002. 224 с.
- «Маркетинг на финансовых рынках. Поведение потребителей. Учебное пособие». М.: «Приор-издат», 2002. 176 с.
- Экономические и культурные источники исторического развития". М.; Московский гуманитарный ун-т, 2007. 171 с.
- Потребительское поведение на финансовых рынках России / С. В. Байков, А. С. Жирнихин, К. А. Смирнова; Под ред. А. Н. Зубца. — М.: ЗАО «Издательство „Экономика“», 2007. — 271 с. ISBN 978-5-282-02751-8.
- Плакат ГОССТРАХА / Р. М. Минасбекян, А. Н. Зубец; под общ. ред. Р. М. Минасбекяна. — М. : Издательский Дом Мещерякова, 2012. — 360 с. : ил. ISBN 978-5-91045-525-6.
- «Истоки и история экономического роста». М., Изд-во «Экономика», 2014. 463 с. ISBN 978-5-282-03354-0.
- Финансовая социология. Учебное пособие для студентов, обучающихся по направлению «Социология». Под редакцией А. В. Новикова, А. В. Ярашевой. Финансовый университет при Правительстве РФ. 344 с. 2016. ISBN 978-5-7942-1316-4

### Прочие публикации
- Научные статьи на сайте РИНЦ[11];
- Прикладные исследования, выполненные за последнее время[12];
- Публикации и экспертные комментарии в СМИ[13].

## Одиозные высказывания

##### О необходимости введения налога на бездетность
В октябре 2024 года Зубец предложил ввести налог на бездетность, который должен составлять от 30 000 до 40 000 рублей в месяц, алименты на содержание детей других семей должны выплачивать даже те, кто не может иметь детей по медицинским причинам. Кроме этого, Зубец предложил ввести налог для семей с одним ребёнком, утверждая, что «нормальной» считается семья с двумя детьми.
В ответ на предложение Зубца депутат Госдумы Виталий Милонов в беседе с телеканалом «360» назвал «несусветной чушью» его предложение о налоге на бездетность. Милонов заявил, что Зубец таким образом рекламирует институт и выразил надежду, что глава МФЭИ делает более продуманные выводы в других сферах финансово-экономической политики.
Экономист А. Кричевский в ответ на предложение Зубца возмутился и отметил, что во многих регионах средняя зарплата составляет 40 тысяч рублей, а в сельской местности — еще меньше. Кричевский отметил, что, воспитывая ребенка, семьи тратят крупные суммы, а налог на бездетность лишь усугубит финансовую ситуацию. 
В ответ на предложение Зубца, руководитель фракции СРЗП в Государственной Думе Сергей Миронов назвал эту инициативу «людоедской» и предложил проверить слова Зубца на экстремизм. «Жаль, что невозможно ввести налог на бездушие и безмозглость», — написал депутат. 

#### О «заморозке» вкладов на банковских счетах граждан
В начале ноября 2024 года Зубец заявил о том, что во избежание «бешеной» инфляции банковские вклады россиян могут заморозить. По словам Зубца, на счетах граждан скопились суммы, превышающие десятки триллионов рублей. 
Как заявил Зубец, при снижении процентной ставки возможно массовое снятие этих средств, что может вызвать неконтролируемую инфляцию. Для её предотвращения обсуждается ограничение сумм, доступных для снятия с банковского счёта. 
В ответ на заявление  А.Н. Зубца ответил председатель комитета Госдумы по финансововму рынку Анатолий Аксаков, он назвал слова директора Института социально-экономических исследований Финансового университета при правительстве РФ «бредом больного человека». Аксаков назвал заявление Зубца «идиотскими» и ничем не обоснованными. По его словам депутата, такие слухи распространяют те, кто хотят разрушения финансовой системы и являются «врагами нашей страны». 
Заместитель председателя комитета Госдумы по экономической политике Михаил Делягин раскритиковал заявление Зубца и сказал, что «его заявления не нужно воспринимать серьезно, это бред собачий. Человек просто генерирует фейки, которые пугают общество. Такой сценарий никому не нужен, это бессмысленно. Нужно быть глупцом, чтобы думать, что у людей слишком много денег».